# Avernakø
Avernakø är en dansk ö i det Sydfynske Øhav, mellan Fyn och Ærø. Den hör till Region Syddanmark och Fåborg-Midtfyns kommun. Avernakø har färjeförbindelse med Fåborg och Lyø. Den västra delen av ön är ett Natura 2000-område. Ön har 110 fastboende (2021), på en yta om 5,74 km².